# Музеј наивне и маргиналне уметности у Јагодини
Музеј наивне и маргиналне уметности у Јагодини је установа културе од националног значаја као ризница од око три и по хиљаде дела од више од четири стотине уметника из четрдесетак земаља, свих генерација из периода од почетка XX века до данас. Уметничку збирку Музеја (слике, скулптуре, графике, цртеже) чине откупљена дела, поклони и накнаде приликом организовања изложби, Колонија и Бијенала наивне и маргиналне уметности.

## Зграда музеја
Музеј се налази у монументалном здању које је најлепши пример сецесије с почетка 20. века у Јагодини. Налази се у срцу градског парка крај главног шеталишта. Угледна трговачка породица Ристић желела је да уклопи своју породичну вилу у савремена архитектонска струјања тога доба. Покретачки мотив када је у питању решење прочеља овог сецесијског здања била је занимљива грађевина на фотографији чији је аутор синовица породице Ристић, с почетка 20. века приликом свог путовања по Холандији.
Вила је саграђена 1929. године и због мноштва својих квалитета под заштитом је Завода за заштиту споменика културе Крагујевац. Фасада је оперважена богатом штукатуром, која доминира на самом прочељу овог репрезентативног архитектонског споменика у виду флоралне мреже. Декоративни пиластри, гирланде, амфоре, балустери и врло инвентивно решен кровни венац дају читавој грађевини оригинални печат. Компилација утицаја, када је у питању екстеријер и ентеријер, показује жељу овдашње трговачке породице да грациозношћу и лепотом, како екстеријера тако и богатог ентеријера свог породичног дома, остави траг свог статуса у друштву.
Динамичан ентеријер некадашње породичне куће украшавају такође монументални прозорски отвори, нарочито у предворју, које се апсидално завршава. Многобројни отвори са спољашње стране су још репрезентативнији, украшавају доњи и горњи део фасаде, док су са унутрашње стране, као део изложбеног простора, покривени монтажним зидовима на којима су уметничка дела – стална поставка музеја. Њихова величина и грандиозност, која долази до пуног изражаја на прочељу грађевине наслућује некадашњу атмосферу ентеријера, којим је, између осталог, доминирала велика количина светлости. Монументално степениште у главном делу здања, уобичајено решење за грађевине овог типа, чини сам ентеријер раскошним. Данас је ово репрезентативно степениште већ култно место на коме се обављају: свечана отварања изложби, разних манифестација, извођење уметничког програма па и фотографисања младенаца. Ходник око степеништа искоришћен је као место за монументалне тотемске скулптуре врхунских уметника. Сутерен је такође адаптиран за потребе повремених и сталних изложбених поставки музеја, али је послужио и као столарска радионица, магацин за одлагање публикација итд. Читав спрат претворен је у репрезентативни изложбени простор са могућношћу излаза на главну лођу која додатно утиче на атмосферу овог сецесијског здања. Поткровље је адаптирано у виду конзерваторске радионице, као и простора за канцеларије кустоса. Објекат је рестауриран и адаптиран за потребе Музеја 1960. године. За протеклих пет и по деценија, више пута је рестауриран, саниран и ревитализован како би достојно био метафора ризнице специфичног уметничког блага које баштинимо. У току су припреме за најновију реконструкцију, санацију постојећег објекта као и доградњу новог помоћног објекта Музеја за обиље нових садржаја и могућности презентације јединствене културне баштине, доступне свима.
Реконструкција зграде музеја и изградња анекса завршена је у марту 2022.

## Оснивање
Оснивање Музеја наивне и маргиналне уметности у Јагодини, 1960. године представља прекретницу у историји наивне и маргиналне уметности Србије. Ова врста феномена у уметности коначно и на нашим просторима доживљава почетак своје пуне афирмације и заштите оснивањем државне институције као заштитника. Педесет пет година МНМУ истрајава непрестано унапређујући постојеће моделе целокупне заштите свих вредности специфичне културне баштине. Мисија Музеја од оснивања је да користи све потенцијале савремене музеологије како би на прави начин биле препознате, заштићене и промовисане праве вредности аутентичног ликовног израза. Буђење и развој свести о високим дометима наивне и маргиналне уметности захваљујући којима траје доприноси развоју критичарског духа код посетилаца, који им временом омогућава да изграде јасне ставове о њеној суштини, разграничавајући чист примордијалан дух наивне уметности од других области неакадемског стваралаштва. И не само у круговима стручњака, већ у најширој јавности наивна и маргинална уметност препознаје се и вреднује као сасвим аутономни ликовни израз који има своје законитости, своје јунаке и своје врхунске естетске домете. Као ни наивна, тако ни маргинална уметност или уметност аутсајдера не могу да се посматрају у контексту народне уметности, аматеризма или дилетантизма. За разлику од маргиналне, наивна уметност ипак представља несвесно постигнути компромис са одређеном врстом стандарда културног миљеа, што може да значи својеврсну алтернативу формалној хегемонији савремене ликовности. Попут наивне, и маргинална уметност се може сматрати обликом својеврсног нагонског неопримитивизма, где ступањ креативности зависи од количине унутрашње слободе, која безрезервно раскида окове културног конформизма. Прожимање и једних и других елемената унутар јединственог опуса јесте куриозитет по којем се препознаје уметност најзначајнијих уметника широм света, данас светских класика, уметника из Србије. Отуда и јединствени назив једине установе заштите ове врсте културне баштине у Србији – Музеј наивне и маргиналне уметности. 
Захваљујући врхунским уметницима, данас светским класицима сликарима и вајарима различитих генерација, који су се, почев од првих деценија двадесетог века до данас, потврдили високим дометима своје искрене, непатворене, инвентивне ликовне мисли, захваљујући јединственој институцији, која будно прати, сакупља, проучава, систематизује, излаже и публикује, њихова дела од оснивања, наивна и маргинална уметност Србије у оквиру континуитета развоја ове уметности на светском плану, представља незаобилазно извориште са дубоком традицијом и значајним потенцијалом у будућности.

## Збирка МНМУ
Међу репрезентативнијим делима светских класика у овој збирци налазе се дела сликара: Саве Секулића, Илије Башичевић Босиља, Емерика Фејеша, Војислава Јакића, Барбаријена, Пала Хомонаја, Милосава Јовановића, Душана Јевтовића, Милана Рашића, Мартина Јонаша, Михала Биреша, Јана Књазовица, Флорике Пује, Миланке Динић, Слободана Живановића, Добросава Милојевића као и вајара: Богосава Живковића, Драгутина Алексића, Драгише и Милана Станисављевића, Ференца Калмара, Илије Филиповић, али и многобројних значајних иностраних аутора: Пола Даема (Белгија), Александра Лобанова (Русија), Росена Рашева (Бугарска), Мердада Рашиди Гадија (Иран/Немачка), Сју Принс (Енглеска), Ермелинде де Алмеиде (Бразил), Еделтрауд Леман (Немачка), Матије Скурјенија, Ивана Генералића, Ивана Лацковића, Фрање Мраза, Ивана Рабузина, Драга Јурака из Хрватске, Вангела Наумовског (Македонија), Франчишке Петелиншек (Словенија), Милана Совиља (Република Српска) и других.
Ипак окосницу вредности уметничке збирке Музеја чине дела српских уметника, насталих од тридесетих година двадесетог века до данас. Међу њима свакако треба поменути врло значајне легате и многобројне монографске колекције унутар ризнице Музеја, које чини више стотина дела од најранијег периода: Јанка Брашића, Емерика Фејеша, Саве Секулића, Милосава Јовановића, Милана Рашића, Пала Хомонаја, Мирослава Живковића, Слободана Живановића, Добросава Милојевића, Миланке Динић, као и колекције вајара Богосава Живковића, Драгутина Алексића, Ференца Калмара. Ова ризница значајних остварења поменутих аутора представља изузетан допринос изградњи националног идентитета наше наивне и маргиналне уметности. 
Посебан куриозитет збирке МНМУ јесу значајни легати који су поклоњени Музеју: легат слика штићеника Института за лечење менталног здравља, поклон проф. Љубомира Ерића; Легат слика Матије Станичић, поклон Мирјане Бихаљи Шоенбернер и Герхарда Шоенбернера; Легат уметнице са Кипра Траки Росиду Џонс; Легат слика Мирослава Живковића итд. Драгоцени легат богатог документационог и библиотечког фонда – Легат Ота и Лизе Бихаљи-Мерин такође је чврста база целокупног фонда Музеја која представља јединствени трезор најранијих рукописа, фактографске грађе и осталих докумената неопходних за проучавање слободне уметничке мисли, којој је Ото Бихаљи-Мерин посветио читав свој живот.

## Изложбе, издаваштво, документарисање
Континуирана комуникација са публиком остварује се путем сталне поставке Музеја, која представља презентацију најрепрезентативнијих остварења из Србије, хронолошки дату као и паралелну презентацију најзначајнијих остварења иностраних аутора из збирке МНМУ. Поред репрезентативне сталне поставке Музеја на око шест стотина м² изложбеног простора, изложбена активност Музеја обухвата и приређивање самосталних, ретроспективних, групних, тематских, студијских, међународних изложби. 
Од свог оснивања до данас Музеј је организовао око седам стотина изложби, међу којима је тешко издвојити било коју јер је свака на свој начин и у духу свог времена значајно оставила траг, понекад и била прекретница унутар континуитета развоја наивне и маргиналне уметности Србије по разним основама: рекордној посећености, медијској пажњи, издавачком подухвату, посебном едукативном значају, инклузивности, међународном значају, новој концепцији. Више пута је током шест деценија због тога институционално и индивидуално, изложбена и издавачка активност музеја посебно призната, награђена. 
Ипак највеће признање и најлепша награда након сваког успешно организованог и завршеног пројекта била је и биће богатство нових контаката са установама и колегама широм света, запажени развој мреже установа и појединаца заинтересованих за сарадњу и размена пројеката, појава нових уметника и промоција њихових дела на домаћем и иностраном плану, која у сваком случају доприноси даљем континуитету развоја и проширивању сопствених видика у области овог ликовног феномена. 
Шест деценија Музеј наивне и маргиналне уметности – установа културе од националног значаја, окупља уметнике организујући периодичне манифестације: салоне, бијенала и ликовне колоније. Међу првим установама у свету МНМУ се појављује као организатор ових значајних међународних манифестација. Свака од поменутих периодичних манифестација овим поводом значила је продор нове ликовне реалности коју су градили неки нови уметници, снагом свог примарног генетског кода - врхунски уметници наивне, аутсајдерске, сирове уметности. Читав је низ земаља у којима не постоје или нису заживеле институције које се баве заштитом ове врсте уметности, па је учешће уметника из тих земаља од додатног значаја, прилика да своја оригинална остварења изложе јавности и критичком суду међународног жирија и изађу из анонимности.

Освајање официјелне ликовне сцене ванконвентивним делима специфичне, нове ликовне енергије унутар изложбених и издавачких пројеката: самосталних, групних, тематских, мултимедијалних широм света, траје још увек. Учешћем на најзначајнијим сродним манифестацијама у свету репрезентативним селекцијама дела наших уметника, МНМУ постаје главни извор продора наивне и маргиналне уметности Србије у светску ликовну сцену и са годинама постаје њен интегрални део. Врло успешно и запажено је и учешће у раду престижне светске манифестације наивне и маргиналне уметности ИНСИТА у Братислави, где су дела домаћих уметника у селекцији МНМУ континуирано постизала запажене резултате. У оквиру богате међународне сарадње Музеј је организовао бројне репрезентативне изложбе у свим већим центрима светских метропола, готово на свим континентима. Не треба занемарити посебан значај изложби у организацији МНМУ и у мањим градовима у Србији. Чињеница је да су колевке најзначајнијих наивних и маргиналних уметника управо у малим, провинцијалним срединама широм света. Отуда и седиште институције заштите ове врсте уметности, Музеја наивне и маргиналне уметности у Јагодини.
Паралелно са формирањем збирке, у Музеју наивне и маргиналне уметности је текао рад на прикупљању остале документационе грађе. Богат документациони фонд, који је путем истраживања и архивирања систематизован у више целина и периодично унапређиван дигитализацијом представља значајну основу за стручан истраживачки рад, проучавање целине и појединачних сегмената области наивне и маргиналне уметности. Временом Музеј наивне и маргиналне уметности постаје и јединствен документациони центар за ову област уметничког стваралаштва. Сви предмети из збирке су детаљно обрађени, описани и фотографисани, цела збирка дигитализована. У току је процес дигитализације хемеротеке што ће проширити могућности софтверске заштите докумената, који ће имати знатно ширу примену и употребљивост.
Почев од 2001. године знатно се унапређује целокупно издаваштво, што показују многобројне монографије на више језика, обимнији, монографски каталози, систематизованих формата препознатљивог тотал дизајна у целокупном пропагандном материјалу, који постаје метафора модерног духа, чува традицију али препознаје потребу најновије генерације корисника. Систематизовање свих издања на периодичне по димензијама, обиму и дизајну говори о високом степену својеврсне заштите најзначајнијих вредности ове врсте промоције. Готово сва значајнија монографска издања прати и издавање електронских издања. Као један од данас примарних видова оглашавања и информисања јавности, својеврсни нет инфо центар Музеја јесте сајт МНМУ на адреси www.naiveart.rs, који је постављен 1998. године, као један од првих музејских сајтова у Србији. Могућност упознавања са свим актуелностима Музеја, најшире јавности у најкраћем временском периоду допуњује и активност Музеја на друштвеним мрежама, kao и могућност виртуелне посете изложбама, које позивају на посету Музеју.С тим у вези у припреми је и израда тз. звучних књига и QR code могућности на сталној поставци Музеја.

## Салон МНМУ
Као национална установа, која врши делатност која је од општег интереса за културу Републике Србије, као врста специјализованог музеја, МНМУ у свом саставу има два Салона: Салон МНМУ, Салон Ото Бихаљи-Мерин, Фонд Ото Бихаљи-Мерин и Салон Ото Бихаљи-Мерин.
Салон Музеја наивне и маргиналне уметности је основан 2006. године. Закључком Владе Републике Србије, 2007. године додељен је пословни простор Музеју наивне и маргиналне уметности за потребе међународне изложбене презентације у циљу презентације и промовисања дела како из Србије, тако и из читавог света разменом изложбених пројеката, организовањем бијенала и манифестација разних врста: стручних скупова, семинара, уметничких радионица, отворених атељеа. Салон МНМУ налази се на адреси Карађорђева 2-4, Бетон хала, Београд и тренутно се налази у реконструкцији.

### Салон Ото Бихаљи-Мерин
Салон Ото Бихаљи-Мерин је основан 2013. године, налази се у Београду, Немањина 3/10. Захваљујући чврстој уверености и поверења у рад нашег Музеја, Госпођа Мирјана Бихаљи- Шоенбернер донирала је стан свог оца, Ота Бихаљи-Мерина, у коме је и сама одрастала у снажном духу посвећености борби за нове, напредније идеје и уметничке видике свог оца Ота и своје мајке Лизе. Стан у коме је свој животни век провео Ото Бихаљи-Мерин донирала је Музеју наивне и маргиналне уметности, у знак поверења и поштовања према нашем музеју, који истрајава на истом задатку више од пола века. Мотив донације је одговоран задатак стручњацима Музеја да наставе са Отовом мисијом сарадње са уметницима и колегама из читавог света, унапређујући моделе проучавања, сакупљања, публиковања и промовисања дела наивних и маргиналних уметника, организовањем стручних састанака и скупова, изложбених и издавачких пројеката. Вредна Отова заоставштина: библиотечка грађа, рукописи и преписка са стручњацима и уметницима широм света, уметничка дела као део легата свакако да представља додатни квалитет овог својеврсног института.
Отворен је за јавност у марту 2022. године.

### Фонд Ото Бихаљи-Мерин
У знак сећања на личност и дело Ото Бихаљи-Мерина, МНМУ је 2009. године основао Фонд Ото Бихаљи-Мерин са циљем да награди досадашње и подстакне и пробуди будуће стручњаке, публицисте, уметнике како би и сами допринели развоју и афирмацији наивне и маргиналне уметности. Специјално Признање Ото Бихаљи-Мерин је почев од 2009. године додељено великом броју управо таквих: Вери Ристић, Слободану Санадеру, Милосаву Јовановићу, Душану Јевтовићу, Барбаријену, Љиљани Којић, Слободану Штетићу, Наталији Церовић, Марици Врачевић и Милану Станисављевићу. Захваљујући средствима фонда Ото Бихаљи-Мерин, донацији Мирјане Бихаљи Шоенбернер и Герхарда Шоенбернера збирка Музеја наивне и маргиналне уметности, поред тога увећана је за значајан број репрезентативних остварења домаћих и иностраних уметника.